# St. Marys (Iowa)
Pour les articles homonymes, voir St. Marys.
Le village américain de St. Marys est un village du comté de Warren, dans l’État de l’Iowa aux États-Unis. 
Le village de St. Marys comptait 134 habitants lors du recensement de 2000.
Le fondateur de la ville de Barada dans l'État du Nebraska, Antoine Barada y naquit en 1807.